# Pfarrkirche Obermallebarn

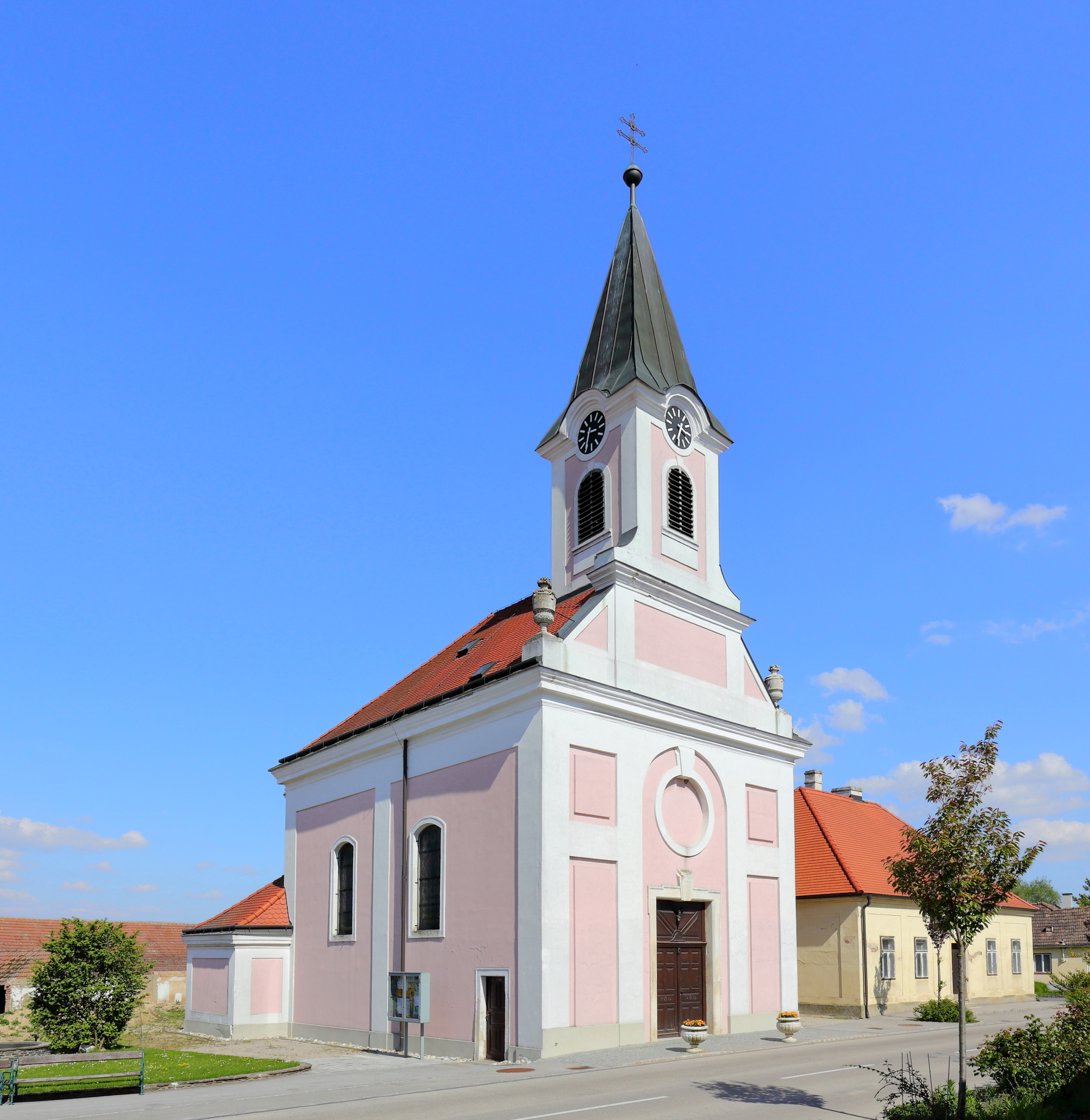
Katholische Pfarrkirche Hl. Dreifaltigkeit in Obermallebarn

Die römisch-katholische Pfarrkirche Obermallebarn steht an der Ortsstraße der Ortschaft Obermallebarn in der Marktgemeinde Sierndorf in Bezirk Korneuburg in Niederösterreich. Die der Heiligen Dreifaltigkeit geweihte Kirche gehört zum Dekanat Stockerau in der Erzdiözese Wien. Sie steht unter Denkmalschutz (Listeneintrag).

## Geschichte
Im Jahr 1729 wurde eine Kapelle erbaut und in der Mitte des 18. Jahrhunderts erweitert und 1762/1763 umgebaut.
Die Pfarre wurde 1783 gegründet.

## Architektur
Äußerlich ist die Kirche ein barocker, kapellenartiger Saalbau mit einem Giebelturm und einem eingezogenen Chor mit Dreiseitschluss. Die Fassaden sind durch Faschen und ein umlaufendes Traufgesims einheitlich gegliedert. Die Giebelfassade hat über dem Portal einen Blendokulus und über der giebelartig abgeschrägten Attika mit Eckvasen einen Turm mit rundbogigen Schallfenstern, Uhrengiebeln und einem Pyramidenhelm. Beidseits des Chores gibt es Anbauten.
Das Langhaus ist zweijochig unter einer gedrückten Stichkappentonne. Der Chor hat ein im Putz gegliedertes Kreuzgratgewölbe auf in der Mitte verdoppelten Gurten und Pilastern. Der eingezogene Triumphbogen hat Raumhöhe. Die die Hälfte des Westjoches einnehmende tonnenunterwölbte Empore hat eine Segmentbogenarkade und darüber eine ebensolche Arkade als Unterzug des Turmes. Der Chor hat beidseits Portale.
Die Glasmalereien entstanden 1908/1909.

## Einrichtung
Der Hochaltar von 1766 ist marmoriert, das Volutenwandretabel ist in den Apsisscheitel eingefügt, eine schwebende Gruppe Dreifaltigkeit schuf der Bildhauer Bernhard Schilcher. Auf der freistehenden Mensa befindet sich ein konkaver Tabernakelaufbau.
Der Seitenaltar ist der Kreuzaltar von 1777, geschaffen von dem Bildhauer Christoph Helfer als marmoriertes Wandretabel, er trägt die aus Holz geschnitzte Nachbildung des Gnadenbildes Maria Dreieichen, eine Pietà aus der Zeit um 1800, und seitlich die Assistenzfiguren der Kreuzigung Maria und Johannes.
Die neobarocke Orgel mit 6 Registern baute Johann M. Kauffmann 1890. Eine Glocke goss Johann Caspar Hofbauer 1773.